# Pelham, Georgia
Pelham är en ort i Mitchell County i delstaten Georgia, USA.